# 1117 км (платформа)
1117 км — пасажирський залізничний зупинний пункт Запорізької дирекції Придніпровської залізниці на електрифікованій лінії Запоріжжя I — Федорівка між станцією Кушугум (2 км) та зупинним пунктом Осетрівка (2 км). Розташований в селищі Кушугум Запорізького району Запорізької області, на узбережжі Каховського водосховища. 

## Пасажирське сполучення
До повномасштабного російського вторгнення в Україну на Платформі 1117 км зупинялися приміські електропоїзди Мелітопольського напрямку. Рух поїздів тимчасово припинено до повної деокупації захоплених територій російськими загарбниками.